# أماليا أولمان
أماليا أولمان (مواليد 1989) هي فنانة أرجنتينية تقيم في مدينة نيويورك وتضم أعمالها الأداء الفني والفن التنصيبي والفيديو والأعمال فن الإنترنت.

## حياتها
ولدت أماليا أولمان في بوينس آيرس بالأرجنتين عام 1989 ونشأت في خيخون بمقاطعة أشتوريه الإسبانية بعد أن هاجرت مع عائلتها. في عام 2009، غادرت إسبانيا للدراسة في سنترال سانت مارتينز في لندن، حيث تخرجت في عام 2011. في عام 2013، كانت في حادث خطير على حافلة غرايهاوند لاينز الذي تركها مع إعاقة دائمة. 
اعتبارًا من عام 2020، لا تزال أولمان تعيش وتعمل في مدينة نيويورك. 

## المعارض الفردية
2012
- Savings & Shelves ، المقر الرئيسي، زيورخ [7]
- التغلب، تطهير، جاليريا أدريانا سواريز، خيخون [8][بحاجة لمصدر أفضل]

2013
- وعد بمستقبل، Marbriers 4، جنيف [9]
- Moist Forever ، Future Gallery ، برلين [10]
- Ethira، Arcadia Missa، لندن [11]

2014
- Used & New، Ltd، لوس أنجلوس [12]
- أعمال لذيذة، أشياء ذكية، لوس أنجلوس [ بحاجة لمصدر ]
- Babyfootprints Crow's Feet ، إليس كينج، دبلن [13][بحاجة لمصدر أفضل]
- تدمير التجربة، غاليري إيفلين يارد، لندن [14]

2015
- معرض الصور الفوتوغرافية للحرب، معرض جيمس فوينتيس، مدينة نيويورك [15]
- إنترناشيونال هاوس أوف كوزي، صالة عرض ماما، روتردام [16][بحاجة لمصدر أفضل]

2016
- السمعة، نيو جاليري، باريس [17] [18] [19]
- رقص العمل، أركاديا ميسا، لندن [11]

2017
- الكرامة، معرض جيمس فوينتيس، مدينة نيويورك [20] [21]
- التعصب، بارو، بوينس آيرس [22]
- كاريكاتير يوم الإثنين ، ديبوراه شاموني، ميونخ [23]
- أتشوم! ، جاليري سيمبا، فيجياك [24]
- العالم الجديد 1717 ، متحف روك بوند للفنون، شنغهاي [25]

## روابط خارجية
- الموقع الرسمي
- إيقاع كينزي، «فنان إنستغرام الذي خدع الآلاف» على موقع بي بي سي.
- محاضرة "Buyer، walker، rover" على سكايب، أرشيف الدولة الإقليمي في جوتنبرج، 2013
- كشف أداء أماليا أولمان على الإنستغرام عن عيوب في ثقافة السيلفي ، سي إن إن